# Carpophage des Chatham
Hemiphaga chathamensis
Espèce
Statut de conservation UICN

 VU D1 : Vulnérable
Le Carpophage des Chatham (Hemiphaga chathamensis), ou parea (du moriori), est une espèce d'oiseaux de la famille des Columbidae. Elle était et est encore parfois considérée comme une sous-espèce du Carpophage de Nouvelle-Zélande (H. novaeseelandiae).

## Répartition
Cette espèce est endémique des îles Chatham.